# Rashawn Thomas
Rashawn Shaquille Thomas (Oklahoma City, 15 agosto 1994) è un cestista statunitense.

## Carriera

### College e D-League
Frequenta la Texas A&M University di Corpus Christi (TAMU-CC), dove gioca per i TAMUCC Islanders. Con la squadra del college mette a referto delle prestazioni degne di nota, come le 73 stoppate in una singola stagione, record assoluto della sua Università. Nella sua carriera universitaria supera i 2.000 punti segnati, diventando il primo a raggiungere questa quota nella storia dei TAMUCC Islanders. Da senior mette a segno una media di 22,5 punti e 9 rimbalzi a partita, con il 53.4 per cento dal campo. Queste prestazioni solleticano l'attenzione delle franchigie NBA: nel 2017 gioca la Summer League con gli Oklahoma City Thunder, dai quali viene però dirottato alla squadra affiliata Oklahoma City Blue che milita in D-League, con la quale gioca 36 gare con una media di 13,5 punti, 6,8 rimbalzi, 2,6 assist e 1,5 rubate a partita.

### 2018-19: l'approdo a Sassari e la vittoria della FIBA Europe Cup
A fine luglio 2018 la Dinamo Sassari annuncia l'ingaggio di Thomas. Il giocatore si fa subito notare in occasione della seconda giornata di campionato, nella quale, contro Varese, mette a referto una doppia doppia da 10 punti e 15 rimbalzi. Il record di punti, invece, lo fa registrare in occasione della ventottesima giornata contro Brescia quando, in 33 minuti di utilizzo, realizza 30 punti con 11/19 da due. Conclude la stagione regolare alla media di 12,5 punti e 6,6 rimbalzi.
Il rendimento di Thomas risulta decisamente migliore nell'altra competizione in cui è impegnata la Dinamo: la FIBA Europe Cup. Egli contribuisce alla vittoria del trofeo con 15,5 punti e 6,4 rimbalzi di media. In particolare, si fa notare nei quarti contro gli olandesi del ZZ Leiden, realizzando 40 punti con 15/22 dal campo. Risulta determinante anche in semifinale contro UNET Holon (37 punti tra andata e ritorno) e in finale contro Würzburg (41 punti tra andata e ritorno).
Nei play-off scudetto migliora nettamente le sue statistiche rispetto alla stagione regolare. Va sempre in doppia cifra di punti, realizzandone ben 25 in gara-1 di semifinale contro Milano. In gara-2, sempre contro Milano, realizza il suo record italiano di rimbalzi: 17. Conclude i play-off con 17,3 punti e 8,7 rimbalzi di media.

### 2019-20: Partizan Belgrado
Essendo cresciute le sue quotazioni, la Dinamo, non avendo la disponibilità economica per rinnovare il contratto, è costretta a lasciare il giocatore che viene ingaggiato, a luglio, dal Partizan Belgrado con un contratto biennale.

#### L'arresto in Texas
Il 29 luglio 2019, tuttavia, Thomas viene fermato per eccesso di velocità da una pattuglia di polizia presso la città di Gainesville, nella contea di Cooke, in Texas. In seguito ad un controllo più approfondito, nella vettura del giocatore gli agenti hanno trovato 3,5 g di marijuana, varie pasticche di ecstasy e due fiale di olio di hashish. Arrestato, viene successivamente rilasciato in attesa del processo in seguito al pagamento di una cauzione di 32000 $. Per il reato contestatogli rischia una pena compresa tra i due e i dieci anni di carcere.

## Palmarès

### Squadra
- FIBA Europe Cup: 1

Dinamo Sassari: 2018-19
- Coppa di Serbia: 1

Partizan Belgrado: 2020
- Supercoppa ABA Liga: 1

Partizan Belgrado: 2019

### Individuale
- MVP Supercoppa ABA Liga:1

Partizan Belgrado: 2019